# Baronía de Mascalbó

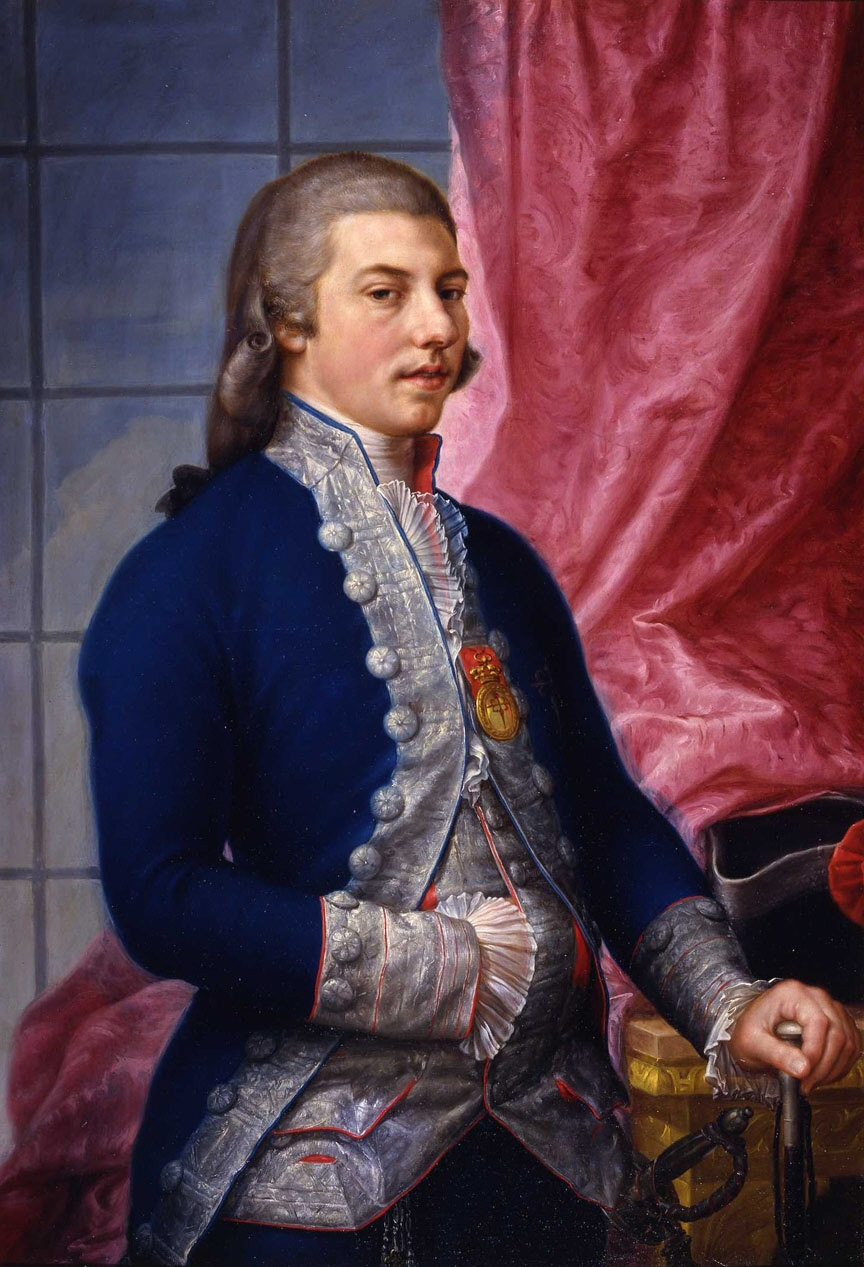
Manuel Godoy, duque de la Alcudia y de Sueca, barón de Mascalbó. Obra de Francisco Bayeu de 1792.

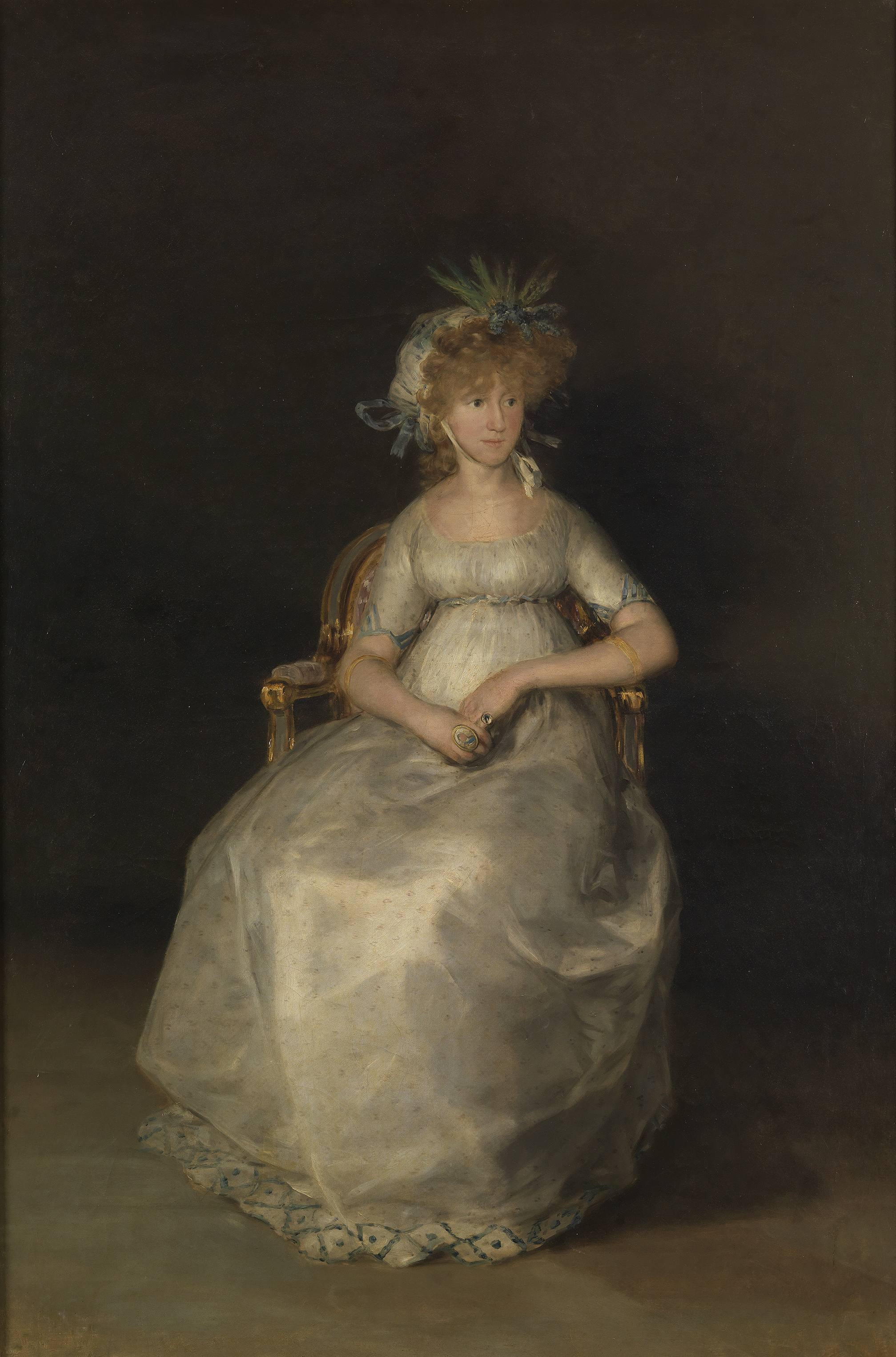
María Teresa de Borbón y Vallabriga, condesa de Chinchón, primera esposa de Manuel Godoy. Obra de Goya.

La baronía de Mascalbó es un título nobiliario español, de Aragón. Fue creado el 24 de marzo de 1806 por el rey Carlos IV en favor de Manuel Godoy y Álvarez de Faría, su primer ministro, a quien ya había concedido los títulos de duque de la Alcudia (1792), príncipe de la Paz (1795) y duque de Sueca (1804).
Después de los días de Manuel Godoy, el título de barón de Mascalbó permaneció vacante hasta que en 1995 fue rehabilitado por el rey Juan Carlos I en favor de Luis Rúspoli y Morenés, que fue el segundo titular de la merced. Este señor era VI marqués de Boadilla del Monte, hijo del IV duque de Sueca y cuarto nieto del concesionario.
La denominación alude al lugar y antigua baronía catalana de Mascalbó, en el municipio de Reus y provincia de Tarragona. La concesión del título a Manuel Godoy le trajo aparejado un oficio perpetuo de regidor de la entonces villa de Reus.

## Carácter feudal
El estado de Mascalbó fue desde el siglo XII un señorío o «baronía» de carácter feudal. Fue enfeudado en 1169 por el arzobispo de Tarragona Hugo de Cervellón en favor de los Calbó, de quienes hubo el nombre. Después, por herencias y enajenaciones, se sucedió en otros linajes hasta que en 1591 fue adquirido por el consistorio reusense. No fue erigido en título nobiliario hasta el siglo XIX, por lo que sus antiguos poseedores no se llamaban barones, sino «señores de la baronía de Mascalbó».

## Lista de barones de Mascalbó
|                                  | Titular                                                                                            | Periodo                |
| Creación por Carlos IV           | Creación por Carlos IV                                                                             | Creación por Carlos IV |
| -------------------------------- | -------------------------------------------------------------------------------------------------- | ---------------------- |
| I                                | Manuel Godoy y Álvarez de Faria (Expropiada en 1808 e incorporada a la Corona; restituida en 1847) | 1806-1808 1847-1851    |
| Rehabilitación por Juan Carlos I | |                        |
| II                               | Luis Rúspoli y Morenés                                                                             | 1995-1997              |
| III                              | Luis Ruspoli y Sanchiz                                                                             | 1997-2019              |
| IV                               | Luis Ruspoli y Álvarez de las Asturias Bohorques                                                   | 2019-hoy               |

## Historia genealógica
Primer barón
Este título nobiliario fue concedido en favor de

• Manuel Godoy y Álvarez de Faría, príncipe de la Paz, I marqués y duque de la Alcudia, I duque de Sueca, I barón de Mascalbó, dos veces grande de España, I conde de Evoramonte (título de Portugal) y I príncipe de Bassano (título romano). Casó dos veces: primera con María Teresa de Borbón y Vallabriga, XV condesa de Chinchón, grande de España, condesa de Boadilla del Monte, hija del infante Don Luis de Borbón y Farnesio, conde de Chinchón, que había sido cardenal y arzobispo de Toledo, y de María Teresa de Vallabriga y Rozas, su mujer. Y contrajo segundas nupcias con Josefa (Pepita) de Tudó y Catalán, I condesa de Castillo Fiel. Con prole de ambas.
Línea del segundo titular
Después de los días del concesionario, el título de barón de Mascalbó vacó durante más de un siglo hasta que fue rehabilitado en 1995. La línea genealógica del segundo titular es la misma en que se sucedieron los ducados de Sueca y la Alcudia y que provenía de la hija que tuvo Godoy de su primer matrimonio:

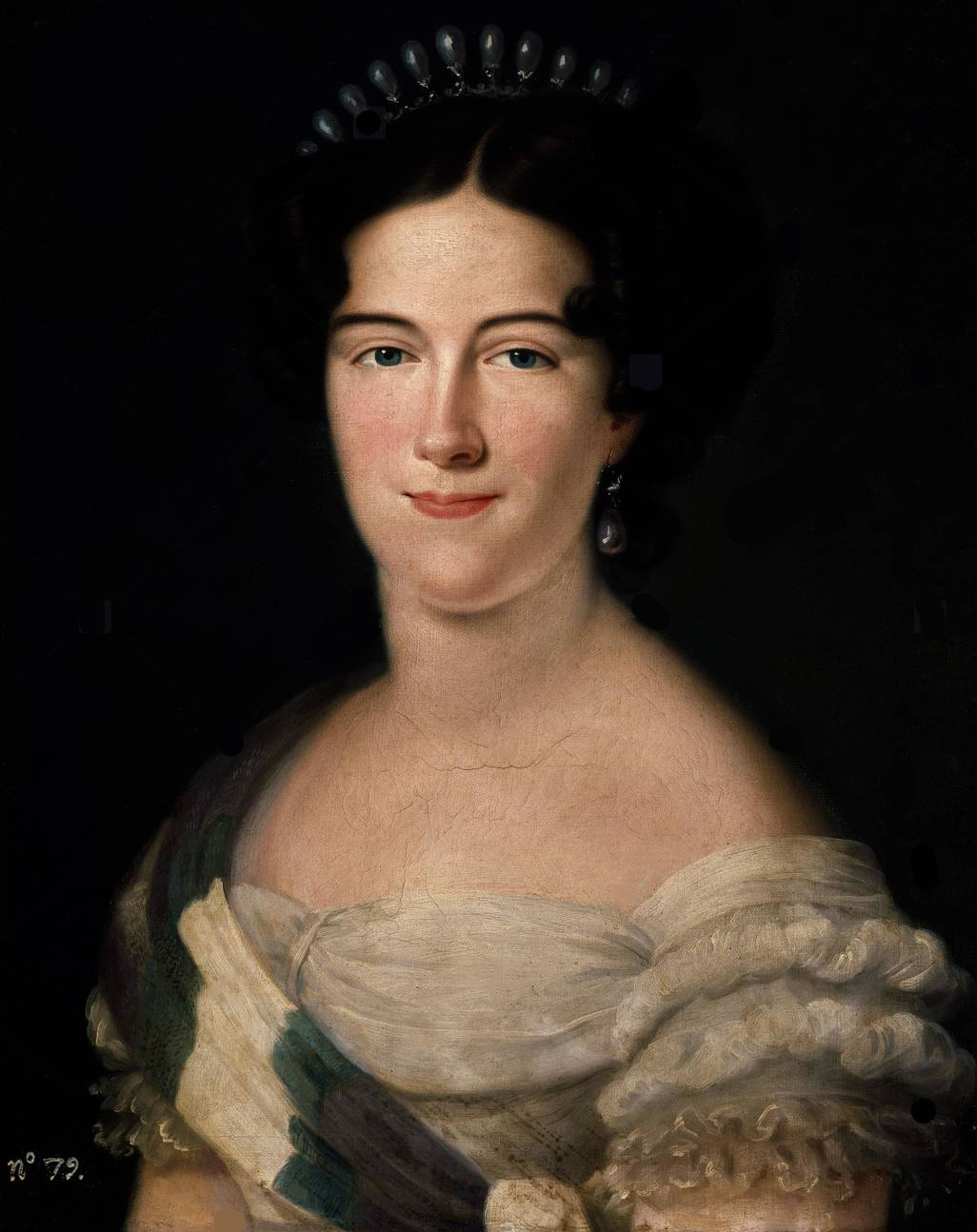
Carlota Luisa de Godoy y Borbón, II duquesa de Sueca.

• Carlota Luisa de Godoy y Borbón, que fue II duquesa de Sueca, XVI condesa de Chinchón, I marquesa de Boadilla del Monte, dos veces grande de España, y II condesa de Evoramonte. Casó con  Camilo Rúspoli y Khevenhüller-Metsch, príncipe del Sacro Imperio,  hijo tercero de Francesco Ruspoli, III príncipe de Cerveteri, y de Leopoldina de Kevenhüller-Metsch. En el ducado de la Alcudia sucedió su hijo
• Adolfo Rúspoli y Godoy, II duque de la Alcudia y III conde de Evoramonte. Casó con Rosalía Álvarez de Toledo y Silva, hija de los marqueses de Villafranca y duques de Medina Sidonia. En los ducados de Sueca y la Alcudia sucedió su hijo
• Carlos Rúspoli y Álvarez de Toledo (1838-1936), III duque de Sueca (en sucesión de su abuela Carlota y por renuncia de su padre, Adolfo Rúspoli) y III duque de la Alcudia, XVII conde de Chinchón y IV de Evoramonte. Casó dos veces: primera con María del Carmen Caro y Caro, hija del conde de Caltavuturo y nieta del marqués de la Romana, y en segundas con Josefa Pardo y Manuel de Villena, condesa de la Granja de Rocamora, hija de los marqueses de Rafal. En la casa de Sueca sucedió su hijo del primer matrimonio:
• Camilo Carlos Rúspoli y Caro, IV duque de Sueca y IV de la Alcudia, XVIII conde de Chinchón, V marqués de Boadilla del Monte. Casó con Belén Morenés y Arteaga, XVIII condesa de Bañares, y fueron padres del
Segundo barón
Por Real Decreto de Juan Carlos I de 2 de junio de 1995, y Real Carta del 16 de diciembre de 1997, el título de barón de Mascalbó fue rehabilitado en favor de
• Luis Rúspoli y Morenés, VI marqués de Boadilla del Monte y II barón de Mascalbó. Casó tres veces: la primera con María del Carmen Sanchiz y Núñez-Robres, XIII marquesa de la Casta; en segundas nupcias con Melinda d’Eliassy, y en terceras con Olga Subirana y Pita.
Tercer barón
Por cesión del anterior, Orden publicada en el BOE del 3 de diciembre de 1997, y Real Carta del siguiente día 16, sucedió su hijo
• Luis Carlos Ruspoli y Sanchiz, VI duque de Sueca y VI de la Alcudia, XX conde de Chinchón, VII marqués de Boadilla del Monte, III barón de Mascalbó. Está casado con María Álvarez de las Asturias Bohorques y Rumeu y tienen cuatro hijos varones:
1. Carlos Ruspoli y Álvarez de las Asturias Bohorques, vii duque de la Alcudia, grande de España, maestrante de Granada, nacido en Madrid el 10 de agosto de 1993.
2. Luis Ruspoli y Álvarez de las Asturias Bohorques, que sigue.
3. Juan Ruspoli y Álvarez de las Asturias Bohorques, maestrante de Granada, nacido en Madrid el 20 de octubre de 1996.
4. Y Jaime Ruspoli y Álvarez de las Asturias Bohorques, nacido en Madrid el 10 de marzo de 2000.

### Actual titular
Por cesión del anterior, Orden publicada en el BOE del 2 de julio de 2019, y Real Carta del siguiente día 4, sucedió su hijo segundogénito:
• Luis Ruspoli y Álvarez de las Asturias Bohorques, iv y actual barón de Mascalbó, caballero maestrante de Granada, nacido en Madrid el 24 de agosto de 1994.

## Árbol genealógico
|                                                                                       |                                                                                       |                                                                                       |                                                                                       | Manuel Godoy y Álvarez de Faria, príncipe de la Paz, I duque de la Alcudia y de Sueca, I barón de Mascalbó (1767-1851) |                                                                                       |  |  |                                                                                            |                                                                                            |                                                                                            |                                                                                            |                                                                                            |                                                                                            |  |  |  |  |  |  |  |  |  |  |  |  |  |  |
|                                                                                       |                                                                                       |                                                                                       |                                                                                       | |                                                                                       |  |  |                                                                                            |                                                                                            |                                                                                            |                                                                                            |                                                                                            |                                                                                            |  |  |  |  |  |  |  |  |  |  |  |  |  |  |
|                                                                                       |                                                                                       |                                                                                       |                                                                                       | Carlota Luisa de Godoy y Borbón, II duquesa de Sueca (1800-1886)                                                       |                                                                                       |  |  |                                                                                            |                                                                                            |                                                                                            |                                                                                            |                                                                                            |                                                                                            |  |  |  |  |  |  |  |  |  |  |  |  |  |  |
|                                                                                       |                                                                                       |                                                                                       |                                                                                       | |                                                                                       |  |  |                                                                                            |                                                                                            |                                                                                            |                                                                                            |                                                                                            |                                                                                            |  |  |  |  |  |  |  |  |  |  |  |  |  |  |
|                                                                                       |                                                                                       |                                                                                       |                                                                                       | Adolfo Rúspoli y Godoy, II duque de la Alcudia (1822-1914)                                                             |                                                                                       |  |  |                                                                                            |                                                                                            |                                                                                            |                                                                                            |                                                                                            |                                                                                            |  |  |  |  |  |  |  |  |  |  |  |  |  |  |
|                                                                                       |                                                                                       |                                                                                       |                                                                                       | |                                                                                       |  |  |                                                                                            |                                                                                            |                                                                                            |                                                                                            |                                                                                            |                                                                                            |  |  |  |  |  |  |  |  |  |  |  |  |  |  |
|                                                                                       |                                                                                       |                                                                                       |                                                                                       | Carlos Rúspoli y Álvarez de Toledo, III duque de Sueca (1858-1936)                                                     |                                                                                       |  |  |                                                                                            |                                                                                            |                                                                                            |                                                                                            |                                                                                            |                                                                                            |  |  |  |  |  |  |  |  |  |  |  |  |  |  |
|                                                                                       |                                                                                       |                                                                                       |                                                                                       | |                                                                                       |  |  |                                                                                            |                                                                                            |                                                                                            |                                                                                            |                                                                                            |                                                                                            |  |  |  |  |  |  |  |  |  |  |  |  |  |  |
|                                                                                       |                                                                                       |                                                                                       |                                                                                       | Carlos Rúspoli y Caro, IV duque de Sueca (1904-1975)                                                                   |                                                                                       |  |  |                                                                                            |                                                                                            |                                                                                            |                                                                                            |                                                                                            |                                                                                            |  |  |  |  |  |  |  |  |  |  |  |  |  |  |
|                                                                                       |                                                                                       |                                                                                       |                                                                                       | |                                                                                       |  |  |                                                                                            |                                                                                            |                                                                                            |                                                                                            |                                                                                            |                                                                                            |  |  |  |  |  |  |  |  |  |  |  |  |  |  |
|                                                                                       |                                                                                       |                                                                                       |                                                                                       | |                                                                                       |  |  |                                                                                            |                                                                                            |                                                                                            |                                                                                            |                                                                                            |                                                                                            |  |  |  |  |  |  |  |  |  |  |  |  |  |  |
| Carlos Rúspoli y Morenés, V duque de Sueca (1932-2016) Sin descendencia               | Carlos Rúspoli y Morenés, V duque de Sueca (1932-2016) Sin descendencia               | Carlos Rúspoli y Morenés, V duque de Sueca (1932-2016) Sin descendencia               | Carlos Rúspoli y Morenés, V duque de Sueca (1932-2016) Sin descendencia               | Carlos Rúspoli y Morenés, V duque de Sueca (1932-2016) Sin descendencia                                                | Carlos Rúspoli y Morenés, V duque de Sueca (1932-2016) Sin descendencia               |  |  | Luis Rúspoli y Morenés, VI marqués de Boadilla del Monte, II barón de Mascalbó (1933-2011) | Luis Rúspoli y Morenés, VI marqués de Boadilla del Monte, II barón de Mascalbó (1933-2011) | Luis Rúspoli y Morenés, VI marqués de Boadilla del Monte, II barón de Mascalbó (1933-2011) | Luis Rúspoli y Morenés, VI marqués de Boadilla del Monte, II barón de Mascalbó (1933-2011) | Luis Rúspoli y Morenés, VI marqués de Boadilla del Monte, II barón de Mascalbó (1933-2011) | Luis Rúspoli y Morenés, VI marqués de Boadilla del Monte, II barón de Mascalbó (1933-2011) |  |  |  |  |  |  |  |  |  |  |  |  |  |  |
| Carlos Rúspoli y Morenés, V duque de Sueca (1932-2016) Sin descendencia               | Carlos Rúspoli y Morenés, V duque de Sueca (1932-2016) Sin descendencia               | Carlos Rúspoli y Morenés, V duque de Sueca (1932-2016) Sin descendencia               | Carlos Rúspoli y Morenés, V duque de Sueca (1932-2016) Sin descendencia               | Carlos Rúspoli y Morenés, V duque de Sueca (1932-2016) Sin descendencia                                                | Carlos Rúspoli y Morenés, V duque de Sueca (1932-2016) Sin descendencia               |  |  | Luis Rúspoli y Morenés, VI marqués de Boadilla del Monte, II barón de Mascalbó (1933-2011) | Luis Rúspoli y Morenés, VI marqués de Boadilla del Monte, II barón de Mascalbó (1933-2011) | Luis Rúspoli y Morenés, VI marqués de Boadilla del Monte, II barón de Mascalbó (1933-2011) | Luis Rúspoli y Morenés, VI marqués de Boadilla del Monte, II barón de Mascalbó (1933-2011) | Luis Rúspoli y Morenés, VI marqués de Boadilla del Monte, II barón de Mascalbó (1933-2011) | Luis Rúspoli y Morenés, VI marqués de Boadilla del Monte, II barón de Mascalbó (1933-2011) |  |  |  |  |  |  |  |  |  |  |  |  |  |  |
|                                                                                       |                                                                                       |                                                                                       |                                                                                       | |                                                                                       |  |  | Luis Ruspoli y Sanchiz, VI duque de Sueca, III barón de Mascalbó (n. 1963)                 |                                                                                            |                                                                                            |                                                                                            |                                                                                            |                                                                                            |  |  |  |  |  |  |  |  |  |  |  |  |  |  |
|                                                                                       |                                                                                       |                                                                                       |                                                                                       | |                                                                                       |  |  |                                                                                            |                                                                                            |                                                                                            |                                                                                            |                                                                                            |                                                                                            |  |  |  |  |  |  |  |  |  |  |  |  |  |  |
|                                                                                       |                                                                                       |                                                                                       |                                                                                       | |                                                                                       |  |  |                                                                                            |                                                                                            |                                                                                            |                                                                                            |                                                                                            |                                                                                            |  |  |  |  |  |  |  |  |  |  |  |  |  |  |
| Carlos Ruspoli y Álvarez de las Asturias Bohorques, VII duque de la Alcudia (n. 1993) | Carlos Ruspoli y Álvarez de las Asturias Bohorques, VII duque de la Alcudia (n. 1993) | Carlos Ruspoli y Álvarez de las Asturias Bohorques, VII duque de la Alcudia (n. 1993) | Carlos Ruspoli y Álvarez de las Asturias Bohorques, VII duque de la Alcudia (n. 1993) | Carlos Ruspoli y Álvarez de las Asturias Bohorques, VII duque de la Alcudia (n. 1993)                                  | Carlos Ruspoli y Álvarez de las Asturias Bohorques, VII duque de la Alcudia (n. 1993) |  |  | Luis Ruspoli y Álvarez de las Asturias Bohorques, IV barón de Mascalbó (n. 1994)           | Luis Ruspoli y Álvarez de las Asturias Bohorques, IV barón de Mascalbó (n. 1994)           | Luis Ruspoli y Álvarez de las Asturias Bohorques, IV barón de Mascalbó (n. 1994)           | Luis Ruspoli y Álvarez de las Asturias Bohorques, IV barón de Mascalbó (n. 1994)           | Luis Ruspoli y Álvarez de las Asturias Bohorques, IV barón de Mascalbó (n. 1994)           | Luis Ruspoli y Álvarez de las Asturias Bohorques, IV barón de Mascalbó (n. 1994)           |  |  |  |  |  |  |  |  |  |  |  |  |  |  |